# Brasserie d'Écaussinnes
Vous pouvez aider à l'améliorer ou bien discuter des problèmes sur sa page de discussion.
- Il contient une ou plusieurs listes. Le texte gagnerait à être rédigé sous la forme d’un ou plusieurs paragraphes synthétiques, afin d’être plus agréable à lire. (Marqué depuis mars 2021)

La Brasserie d'Écaussinnes (aussi dite Brasserie Scassenes) est une brasserie belge fondée en 1999 dans la ferme-château de Restaumont, à Écaussinnes. Elle a relancé la fabrication d'une bière historique de la région.
Le nom de la brasserie « Scassenes », est issu du nom de la ville Écaussinnes en patois de la région.

## Historique
La Brasserie des Carrières a fabriqué la bière Ultra de 1897 à 1970. Le rachat puis regroupement des productions par la Brasserie du Progrès n'a pas été couronné de succès, en particulier à cause du goût de l'eau, différent selon les régions. Deux ans après le transfert, la production s'arrête. 
En 1999, Hugues et Isabel Van Poucke décident de reprendre la fabrication dans le village d'origine, Écaussinnes. En novembre 2012, un homme d'affaires chinois rachète la brasserie via un holding composé d'une société chinoise et d'une société française en vue d'augmenter la production et l'exportation vers la Chine. La marque communique en Chinois sur une date de création de la bière en 1897.
En 2014, la mise en place d’une nouvelle équipe installe une dynamique jeune et moderne au sein de la brasserie. En 2015, la brasserie lance une nouvelle gamme de bières s'inscrivant dans le cadre historique belge : La 1830 en hommage à la révolution belge de 1830.

## Les Bières
La Brasserie d'Écaussinnes propose une douzaine de bières différentes, déclinaisons des marques 1830, KVB, Ultra et La comédie.

Quelques exemples de la production :
- 1830 - Le Roi, une bière brune titrant 10 % d'alcool, aux notes de café et légèrement boisée.
- 1830 - La Loi, une bière blonde triple de haute fermentation aux aromes fruités titrant 8 % d'alcool.
- 1830 - La Liberté, une bière ambrée titrant 7 % d'alcool, au caractère malté, au nez caramélisé et légèrement grillé.
- Cookie Beer, une bière de haute fermentation aux arômes de cannelles et de girofle
- KVB Blanche, Bière blanche avec des notes agrumes et citronnée.
- KVB IPA, bière de froment sèche houblonnée produite en Belgique.Gamme 1830 : Le Roi, La Loi, La Liberté.

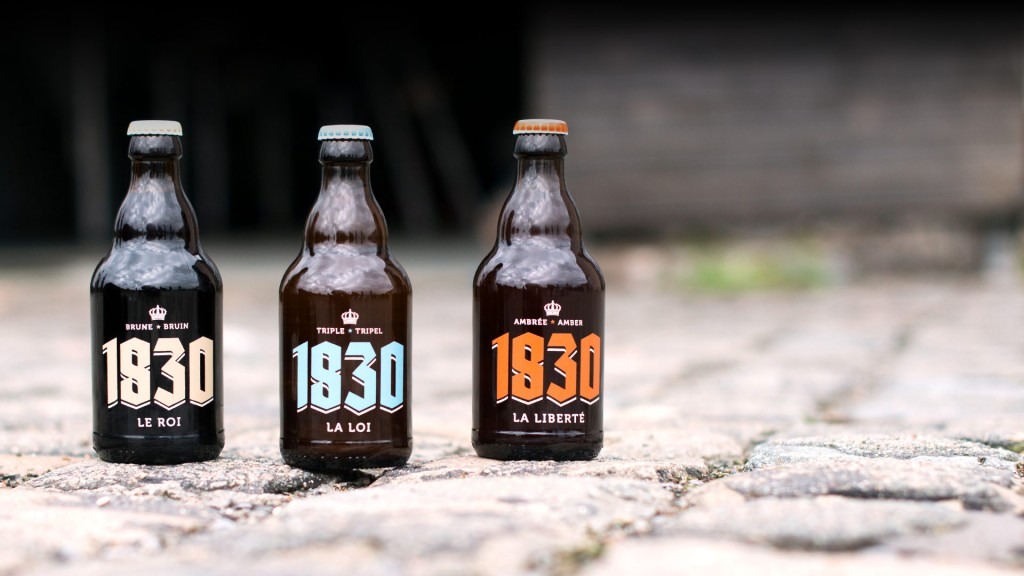
Gamme 1830 : Le Roi, La Loi, La Liberté.